# Langhammars

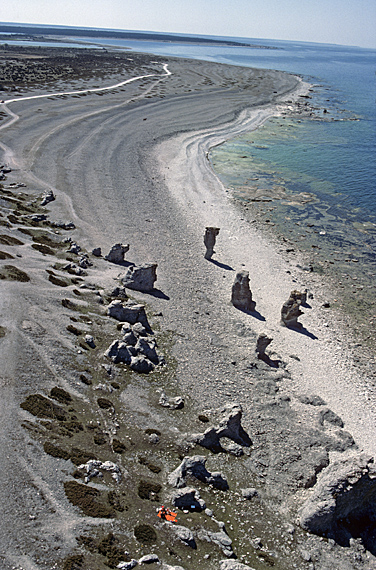
Raukgebiet Langhammars

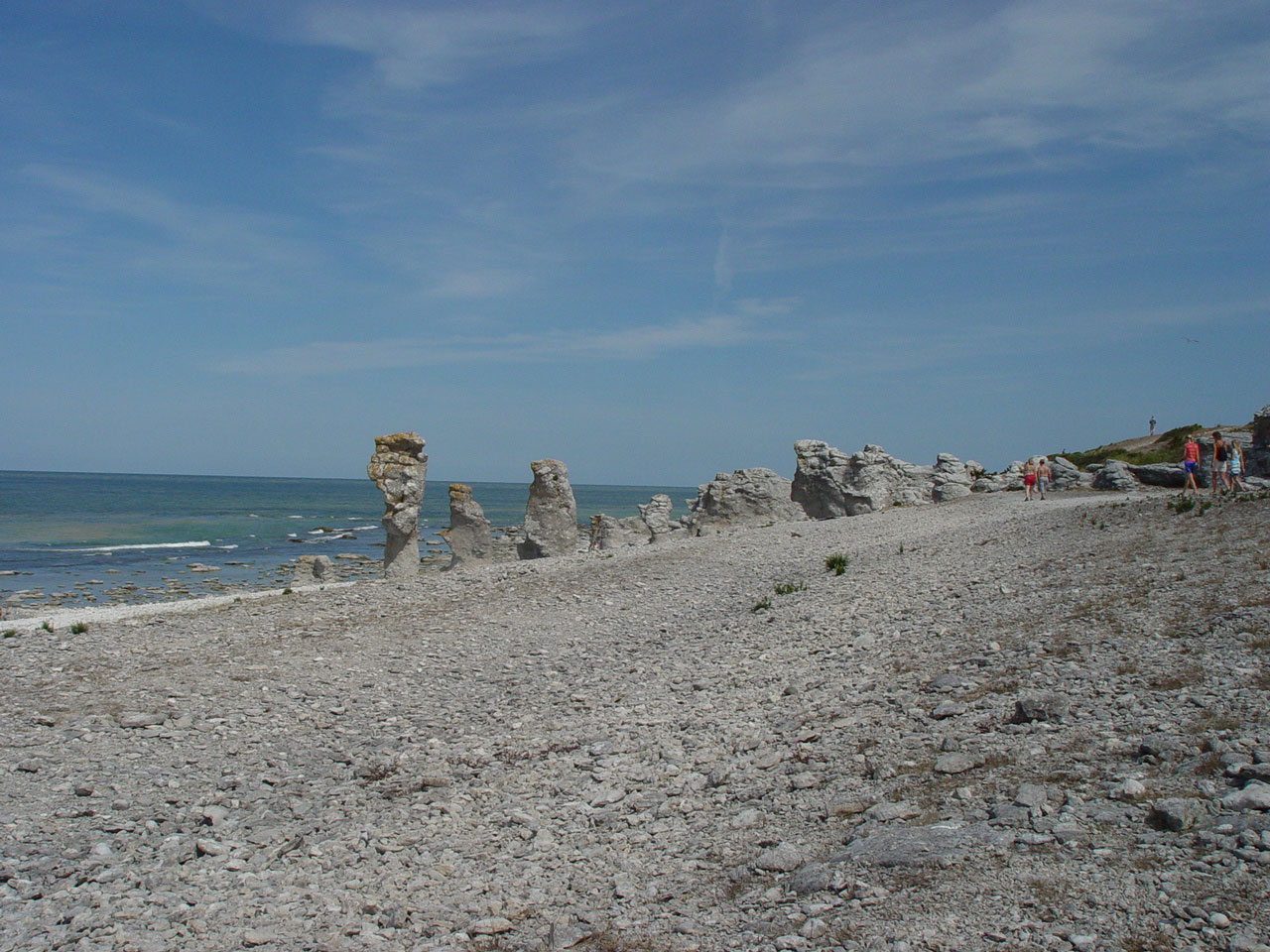
Raukgebiet bei Langhammars

Langhammars ist ein Ort, ein Naturreservat und ein Natura-2000-Gebiet auf der schwedischen Insel Fårö. Der Ort befindet sich in Gotland in der Provinz Gotlands län (historische Provinz: (schwedisch landskap) Gotland).

## Lage
Langhammars liegt an der Westküste Fårös, ungefähr 64 km nordwestlich von Visby und 15 km nördlich von Fårösund.

## Naturreservat
Nördlich von Langhammars erstreckt sich die Halbinsel Langhammarshammaren, die das Naturreservat mit den Rauken, den Steinstränden (schwedisch klapperstensfält oder klapperstensstrand) und einem Dünengebiet umfasst, das teilweise mit Kiefern bewaldet ist.

## Mittelalterliche Höfe
Einen guten Kilometer südlich von Langhammars befindet sich eines von Gotlands am besten erhaltenen mittelalterlichen Agrargebiete.
Das Gelände umfasst mindestens acht vermutete Hausfundamente, mehrere Abfallhaufen, 
Wiesen (schwedisch vall oder åkervall) und Steinzäune (schwedisch stensträngar). Dies waren Mauern aus Natursteinen, die einst etwa 0,8 m–0,9 m hoch waren und zur Trennung von Weiden und Feldern dienten.
Das Gebiet wurde 1978 entdeckt und Ausgrabungen wurden von 1997 bis 2009 durchgeführt.
Ein Haus war vom 12. bis zum 15. Jahrhundert in Gebrauch, während ein anderes auf das 14. und 15. Jahrhundert datiert worden ist.
Mündliche Überlieferungen aus dem 19. Jahrhundert deuten darauf hin, dass dies der frühere Standort des Dorfs Langhammar gewesen sein könnte, aber auch der Hof Bondans könnte seinen Ursprung hier gehabt haben.

## Weblink
Koordinaten: 57° 59′ 4″ N, 19° 9′ 51″ O